# 2007-es mali elnökválasztás
A 2007-es elnökválasztást Maliban 2007. április 29-ére írták ki, az esetleges második fordulót május 13-ára tervezték (erre azonban nem volt szükség). A hatalmon lévő Amadou Toumani Toure is indult az újraválasztásért, végül ő győzött, a szavazatok kb. 70%-át kapta.
Ibrahim Boubacar Keïta jelöltet, jelenleg a nemzeti tanács elnöke, pártja, a Mali Gyűlés 2007 januárjában nevezte meg jelöltjévé. Februárban jelölte Tiébilé Darné volt külügyminisztert a PARENA és Oumar Marikót az Afrikai Szolidaritás a Függetlenségért és Demokráciáért Párt. A régebben kormányon lévő ADEMA párt úgy döntött, a hatalmon lévő miniszterelnök, Amadou Toumani Toure újraválasztását támogatja. Soumeylou Boubèye Maigát, a volt hadügyminisztert kizárták a pártból, mert ellenezte ezt a döntést, s önállóan indult a választáson. Sidibe Aminata Diallo professzorasszony március 12-én jelentette be, hogy a Fenntartható Oktatásért és Fejlődésért Gyűlés jelöltjeként indul a megmérettetésen A Köztársaságért Nemzeti Unió március 26-án nevezte Modibo Sangarét elnökjelöltnek
Toure elnök indulását 2007. március 27-én Nioro du Sahel városában jelentette be. Ugyanezen a napon a Szociáldemokrata Konvet jelöltjéül Blaise Sangarét nevezte meg
A szavazólapokat március 30-án Bamakóban kezdték szétküldeni. Április 1-jén az alkotménybíróság bejelentette, hogy nyolc jelölt vesz részt a választáson: Touré elnök, Ibrahim Boubacar Keïta, Mamadou Blaise Sangaré, Tiébilé Dramé, Soumeylou Boubèye Maiga, Oumar Mariko, Sidibe Aminata Diallo és Madiassa Maguiriraga. Modibo Sangaré jelölését nem fogadták el, mivel nem fizette be az induláshoz szükséges 10 000 000 CFA frankot Ahhoz, hogy a bíróság elfogadja a jelöltek indulását, legalább tíz parlamenti képviselőnek vagy minden régióból öt területi tanácsnoknak a támogatása kell. Ezeknek a támogatási feltételeknek azért kell eleget tenni, mert így akarták leszorítani az indulók számát. 2002-ben 24 jelölt indult, s ezt soknak vélték.
A választási kampány április 8. és április 27. között zajlott. Fodié Touré, a választási bizottság elnöke azt mondta, hogy több száz külföldi megfigyelő érkezett az országba, hogy ellenőrizzék a szavazás tisztaságát.
Április 24-én a Demokráciáért és Köztársaságért Front, négy jelölt támogatója, hevesen kritizálta azt, ahogy a választásokra készülnek. Gondok voltak a választási névjegyzékkel, az ujjlenyomat használatával. A koalíció azt mondta, a választás nem lesz sem átlátható, sem hiteles.
Már a választások előtt is Touré tűnt a legesélyesebbnek. Függetlenként indult ugyan, de a 43 pártból álló koalíció támogatta. Ellenfelei közül Keïtát tartották a legesélyesebbnek.
A választás után egy nappal Keïta kampányfőnöke azt állította, csalás történt. Mikor az adatok 18,2%-a volt feldolgozva, Touré kapta a szavazatok 61,3%-át, Keïta a második helyen végzett 29,8%-kal. Tourét inkább a vidéki területeken, Keïtát a városokban támogatták. A külföldi megfigyelők szerint a szavazás igazságosan zajlott.
Május 3-án jelentették be hivatalosan, hogy Touré győzött a szavazatok 68,31%-ával (1 563 640 szavazat a 2 288 993-ból), Keïta a második 18,59%-kal (425 609), Dramé a harmadik (2,9%) és Mariko a negyedik (2,7%). A 6,9 millió szavazásra hójogosultból 2,3 millió szavazott (36,17%). Május 4-én újabb adatok láttak napvilágot: 70,89% szavazott Touréra (1 622 579 szavazat), 19,08% Keïtára (436 781), 3,04% Draméra (69 584) 2,74% Marikóra (62 709 votes), 1,57% Sangaréra (35 951), 1,46% Maïgára (33 366), 0,54% Diallóra (12 326) és 0,3% Maguiragára (6857).
Touré június 8-án esküdött fel, ezzel másodjára lett Mali elnöke.